# Asa Akira
Asa Takigami (Nueva York, 3 de enero de 1985), más conocida como Asa Akira, es una actriz pornográfica, directora de cine para adultos y modelo erótica estadounidense. Es ganadora de varios premios de la industria pornográfica, entre ellos el Premio AVN a la artista femenina del año y el Premio XBIZ a la mejor actriz de reparto.

## Biografía

### Primeros años
Asa nació en Nueva York, vivía en SoHo con su padre y madre, ambos inmigrantes japoneses. Su familia regresó a Tokio cuando Akira tenía 9 años porque su padre, un exitoso fotógrafo de retratos, fue trasladado allí para trabajar. Akira tenía 13 años cuando su familia se mudó nuevamente a los Estados Unidos al centro de Brooklyn y luego a Clinton Hill. Asa describió su infancia como «perfectamente normal» junto a su familia.
Cuando era adolescente, trabajó como cajera en la librería para niños Books of Wonder en Nueva York. Asa, teniendo otras ambiciones, se desplazó a través de los anuncios de Craigslist, aceptando una sesión de modelado de bikini cuando tenía 14 años. Más tarde trabajó como asistente de maestra en un preescolar y luego consiguió una pasantía en la revista de alta costura V.

### Educación
Asa consiguió una beca para asistir a la Escuela Internacional de las Naciones Unidas en Manhattan porque su abuelo fue diplomático japonés durante 45 años. No fue invitada a regresar a su segundo año debido a sus malas calificaciones, por lo que se matriculó en la escuela pública Washington Irving en Gramercy Park. Más tarde, ella se transfirió a la escuela secundaria pública City-As-School para su último año.

## Carrera
Akira comenzó a trabajar como dominatriz cuando tenía 19 años, después de un encuentro con un hombre en la calle que le ofreció trabajo en la industria del entretenimiento para adultos, Asa inmediatamente acepta. Después trabajó como estríper en el Larry Flynt's Hustler Club en Nueva York. Asa abandona el trabajo de estríper y toma el nombre artístico «Akira», de un personaje de anime.
En 2006 Akira se muda a Florida para trabajar en el programa de radio de Bubba the Love Sponge, donde estuvo un año y era conocida como la «Show whore» —puta del espectáculo—. Allí conoció a la estrella porno Gina Lynn, quien le ofreció trabajo como actriz porno. Respecto a eso, Asa dijo:

Sabía que si alguna vez hacía una escena en una película porno, cambiaría mi vida para siempre. Hay muchos trabajos que no puedo hacer ahora, no puedo hacer nada con niños. Soy hija única, no quería romper el corazón de mis padres.

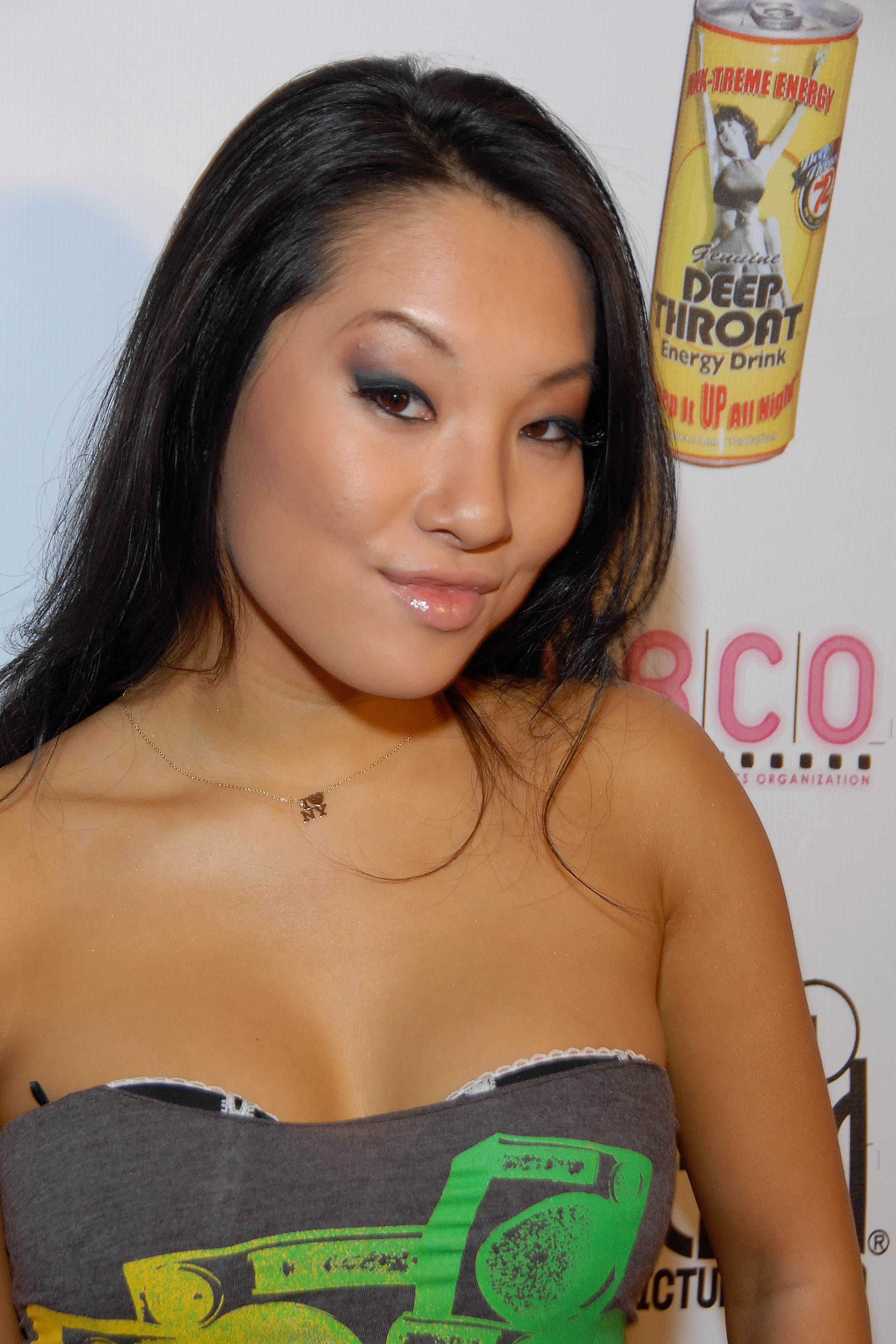
Akira en los Premios XRCO de 2009

 Su primera escena de chico/chica fue con Travis Knight para Gina Lynn Productions, después de haber filmado varias escenas con chicas, principalmente con Lynn. Luego firmó un contrato con Vouyer Media antes de convertirse en profesional independiente seis meses después. Asa es su verdadero nombre, que significa «mañana» en japonés, y el apellido en su nombre artístico fue tomado de la película de anime Akira.
Asa recibió varias nominaciones a premios por su papel en la película de David Aaron Clark, Pure, en la que interpreta a una telefonista en una mazmorra fetichista que tiene un romance con el esposo de la jefa de ceremonias.
Akira fue coanfitriona de la trigésima entrega anual de los Premios AVN junto a la actriz pornográfica Jesse Jane y la comediante April Macie. Ella ganó el premio AVN a la Artista femenina del año esa noche y también fue la persona más premiada durante esa ceremonia. Desde 2011 Akira ha sido una chica Fleshlight, y por lo tanto tiene sus propios Fleshlights: réplicas exactas de sus partes íntimas.

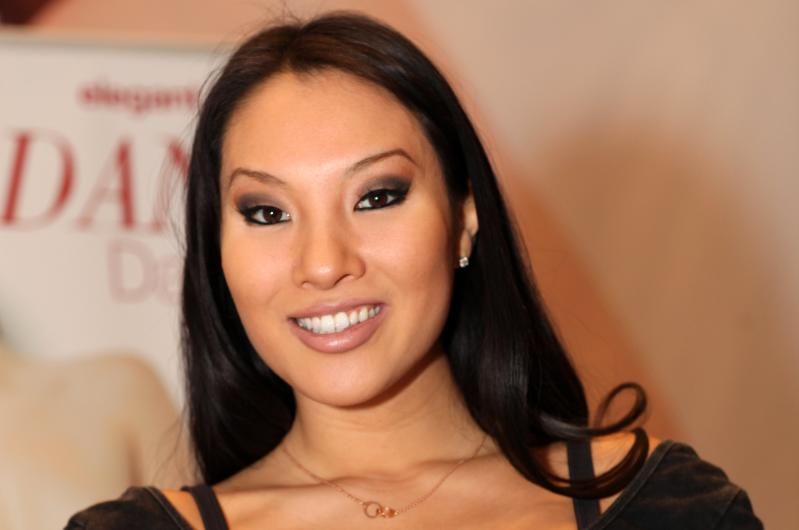
Akira en la AVN Adult Entertainment Expo 2013

 En 2013, debutó como directora con la película Gangbanged 6 de Elegant Angel. El 9 de octubre de 2013, en el transcurso de la ceremonia de los Sex Awards, Asa anunció su vinculación en exclusiva con la compañía Wicked Pictures. Su primera película como intérprete por contrato para la compañía fue Asa Is Wicked.
Asa Akira es una actriz de cine para adultos galardonada que, en 2016, había aparecido en más de 500 películas para adultos. En 2013, se convirtió en la segunda persona asiática en ganar el premio AVN a la Artista femenina del año. Recibió su Premio AVN a la Artista femenina del año un año después de que Bobbi Starr recibiera el mismo honor. En cuanto a su carrera Asa dice:

Me ha convertido en la mujer que siempre había deseado que fuera. Tengo más confianza, más poder, estoy más segura de mí misma que nunca. No hay nada más que prefiera estar haciendo.

En 2014 Akira publicó el libro titulado Sólo para adultos, de temática erótica.

## Apariciones en otros medios
En 2011, la revista Complex clasificó a Akira en cuarto lugar en su lista de «Las 100 mejores estrellas porno del momento» y en el sexto lugar en su lista de «Las 50 mejores estrellas porno asiáticas de todos los tiempos». El periódico alternativo LA Weekly la clasificó tercera en su lista de «10 estrellas porno innovadoras que podrían ser las siguientes Sasha Grey» en 2013. También se incluyó en la lista anual de CNBC «The Dirty Dozen», el ranking anual del sitio de la industria de adultos más popular y estrellas exitosas en 2012, 2013 y 2014.
Asa Akira hizo un cameo en la película dramática independiente Starlet en 2012.
En 2017 Asa Akira apareció en el primer episodio de la temporada 16 de Padre de familia interpretándose a sí misma en un "casting" con Peter Griffin.

## Vida personal
Akira afirma que ella se siente sexualmente atraída tanto por los hombres como por «las chicas que parecen chicos». No le gusta que la llamen bisexual, afirmando que se inclina hacia la heterosexualidad, pero que aún es incierta. Asa estuvo comprometida con el actor pornográfico Rocco Reed. En diciembre de 2012 se casó con el actor y director pornográfico Toni Ribas. Ella afirma que fuera de su trabajo en la pantalla, su relación es monógama.